# مطار بورتو الدولي
مطار بورتو (إياتا: OPO، إيكاو: LPPR) هو مطار دولي يخدم مدينة بورتو في البرتغال.

## شركات الطيران

### الركاب
| شركـات طيـران                   | الوجهات |
| ------------------------------- | --- |
| طيران إيجيان                    | موسمي: مطار أثينا الدولي |
| طيران ألبانيا                   | موسمي عارض: مطار تيرانا الدولي (تبدأ في 25 يونيو 2023) |
| طيران أوروبا                    | مطار مدريد باراخاس الدولي |
| الخطوط الجوية الفرنسية          | مطار باريس شارل ديغول |
| Air Horizont                    | موسمي عارض: مطار جربة جرجيس الدولي (تبدأ في 19 يونيو 2023)، مطار الناظور العروي (تبدأ في 5 يونيو 2023)، Olbia (تبدأ في 19 يونيو 2023) |
| نوستروم إير                     | موسمي عارض: مطار وجدة أنجاد (تستأنف 4 يونيو 2023) |
| طيران ترانسات                   | مطار تورونتو بيرسون الدولي موسمي: مطار مونتريال الدولي |
| طيران البلطيق                   | موسمي: مطار ريغا الدولي |
| الخطوط الجوية النمساوية         | موسمي: مطار فيينا الدولي |
| Azores Airlines                 | Ponta Delgada، Terceira |
| الخطوط الجوية البريطانية        | مطار لندن هيثرو |
| خطوط بروكسل الجوية              | مطار بروكسل الدولي |
| إيزي جيت                        | مطار بازل - ميلوز - فريبورغ الأوروبي، مطار بوردو ميرينياك، مطار بريستول، مطار كريستيانو رونالدو، مطار جنيف الدولي، مطار غاتويك، مطار لندن لوتن، مطار لوكسمبورغ، مطار ليون سانت إكسوبيري، مطار مدريد باراخاس الدولي، مطار مانشستر، مطار مالبينسا، مطار نانت، مطار نيس كوت دازور، مطار باريس شارل ديغول، مطار فاكلاف هافيل الدولي، مطار رين بروتون، مطار تولوز بلانياك، مطار زيورخ الدولي موسمي: مطار برلين براندنبرغ، مطار غلاسكو الدولي، مطار إيبيزا، مطار نابولي، مطار باليرمو الدولي (تبدأ في 1 يوليو 2023)، مطار ميورقة، مطار باريس أورلي، Porto Santo ‏ |
| يورو وينجز                      | مطار برلين براندنبرغ، مطار دوسلدورف الدولي موسمي: مطار هامبورغ، مطار شتوتغارت الدولي |
| أيبيريا (شركة طيران)            | مطار مدريد باراخاس الدولي |
| Iberojet                        | موسمي عارض: Cancun (تبدأ في 24 يونيو 2023)، Punta Cana ‏، Varna (تبدأ في 4 يوليو 2023) |
| الخطوط الجوية الملكية الهولندية | مطار سخيبول أمستردام |
| لوفتهانزا                       | مطار فرانكفورت، مطار ميونخ الدولي |
| لوكس إير                        | مطار لوكسمبورغ |
| آير شاتل النرويجية              | موسمي: مطار كوبنهاغن (تبدأ في 22 يونيو 2023)، مطار أوسلو-غاردرموين (تبدأ في 23 يونيو 2023) |
| بلاي (شركة طيران)               | موسمي: مطار كيفلافيك الدولي |
| الخطوط الملكية المغربية         | مطار محمد الخامس الدولي |
| رايان إير                       | مطار أكادير المسيرة الدولي، مطار أليكانتي، مطار برشلونة الدولي، مطار باري كارل فويتيالا ‏، مطار بوفيه - تيه، مطار أوريو أل سيريو، Bergerac، مطار برلين براندنبرغ، Billund، مطار برمينغهام، مطار بولونيا، مطار بوردو ميرينياك، مطار بريستول، Brive، مطار بروكسل الدولي، مطار بودابست فرانز ليست الدولي، Castellón، مطار باريس فاتري، مطار بروكسل شارلروا الجنوب، مطار كليرمون فيران أوفرن، مطار كولونيا بون الدولي، مطار كوبنهاغن، مطار دول جورا، مطار دورتموند، مطار دبلن الدولي، مطار إدنبرة، مطار آيندهوفن، مطار فارو، مطار كريستيانو رونالدو، مطار غران كناريا، مطار فرانكفورت هان، مطار هامبورغ، مطار كارلسروه/بادن-بادن، مطار كراكوف، Leeds/Bradford، مطار ليل، مطار لندن ستانستد، مطار لوكسمبورغ، مطار ماستريخت آخن، مطار مدريد باراخاس الدولي، مطار مالقة الدولي، مطار مالطا الدولي، مطار مانشستر، مطار مراكش المنارة الدولي، مطار مارسيليا، مطار ميمينجين، مطار مالبينسا، مطار نيم، Ponta Delgada، مطار روما شيامبينو، مطار إشبيلية، مطار ستراسبورغ، مطار تينيريفي الجنوبي، Terceira، مطار تريفيزو، مطار تولوز بلانياك، مطار تورس، مطار بلنسية، مطار فيينا الدولي، مطار وارسو مودلين، مطار فروتسواف موسمي: مطار بريمن، Cagliari، مطار كاركاسون، La Rochelle ‏، مطار ليفربول، مطار نورمبرغ، مطار ميورقة، Shannon، مطار ستوكهولم أرلاندا (تبدأ في 4 يونيو 2023)، مطار تراباني-بيرغي (تبدأ في 1 يونيو 2023)، مطار تورينو (تبدأ في 2 يونيو 2023)، Verona، مطار ويزي |
| الخطوط الجوية الإسكندنافية      | مطار كوبنهاغن (تبدأ في 1 سبتمبر 2023) |
| Sun d'Or                        | موسمي: مطار بن غوريون الدولي |
| الخطوط الجوية الدولية السويسرية | مطار جنيف الدولي، مطار زيورخ الدولي |
| الخطوط الجوية الأنغولية         | موسمي: مطار كواترو دي فيفيريرو |
| تاب برتغال                      | مطار كريستيانو رونالدو، مطار جنيف الدولي، مطار لشبونة، مطار كواترو دي فيفيريرو، مطار غاتويك، مطار لوكسمبورغ، مطار نيوآرك ليبرتي الدولي، مطار باريس أورلي، مطار ريو دي جانيرو الدولي، مطار غواروليوس الدولي، مطار زيورخ الدولي موسمي: Ponta Delgada |
| ترانسافيا                       | مطار سخيبول أمستردام، مطار بريست، مطار كريستيانو رونالدو (تستأنف 4 نوفمبر 2023)، مطار ليون سانت إكسوبيري، مطار نانت، مطار باريس أورلي موسمي: Ponta Delgada |
| الخطوط الجوية التركية           | مطار إسطنبول الدولي |
| الخطوط الجوية المتحدة           | موسمي: مطار نيوآرك ليبرتي الدولي |
| فولوتيا                         | مطار نانت (تبدأ في 22 سبتمبر 2023) موسمي: مطار بلباو |
| خطوط فيولينغ الجوية             | مطار برشلونة الدولي، مطار بلباو، مطار باريس أورلي موسمي: مطار إيبيزا، مطار تينيريفي الشمالي |
| ويز للطيران                     | موسمي: مطار مالبينسا، مطار وارسو فريدريك شوبان |
| World2Fly                       | موسمي عارض: Punta Cana ‏ |

### الشحن
| شركـات طيـران        | الوجهات                 |
| -------------------- | ----------------------- |
| خطوط يو بي إس الجوية | مطار كولونيا بون الدولي |